# Sete Barras (ort)
Sete Barras är en ort i Brasilien.   Den ligger i kommunen Sete Barras och delstaten São Paulo, i den södra delen av landet, 1 000 km söder om huvudstaden Brasília. Sete Barras ligger 37 meter över havet och antalet invånare är 13 006.
Terrängen runt Sete Barras är platt. Närmaste större samhälle är Registro, 13,8 km sydost om Sete Barras.
I omgivningarna runt Sete Barras växer i huvudsak städsegrön lövskog. Runt Sete Barras är det ganska tätbefolkat, med 70 invånare per kvadratkilometer.